# 루비해룡
루비해룡(학명: Phyllopteryx dewysea)은 실고기목 실고기과 풀잎해룡속에 속하는, 해마 종류와 같은 과에 속하는 바닷물고기의 일종이다. 호주 서부 연안에 주로 분포한다. 2015년 신종으로 인정되어 3번째로 학계에 기재된 해룡 종이다.

## 같이 보기
- 나뭇잎해룡